# 알파 (동물행동학)

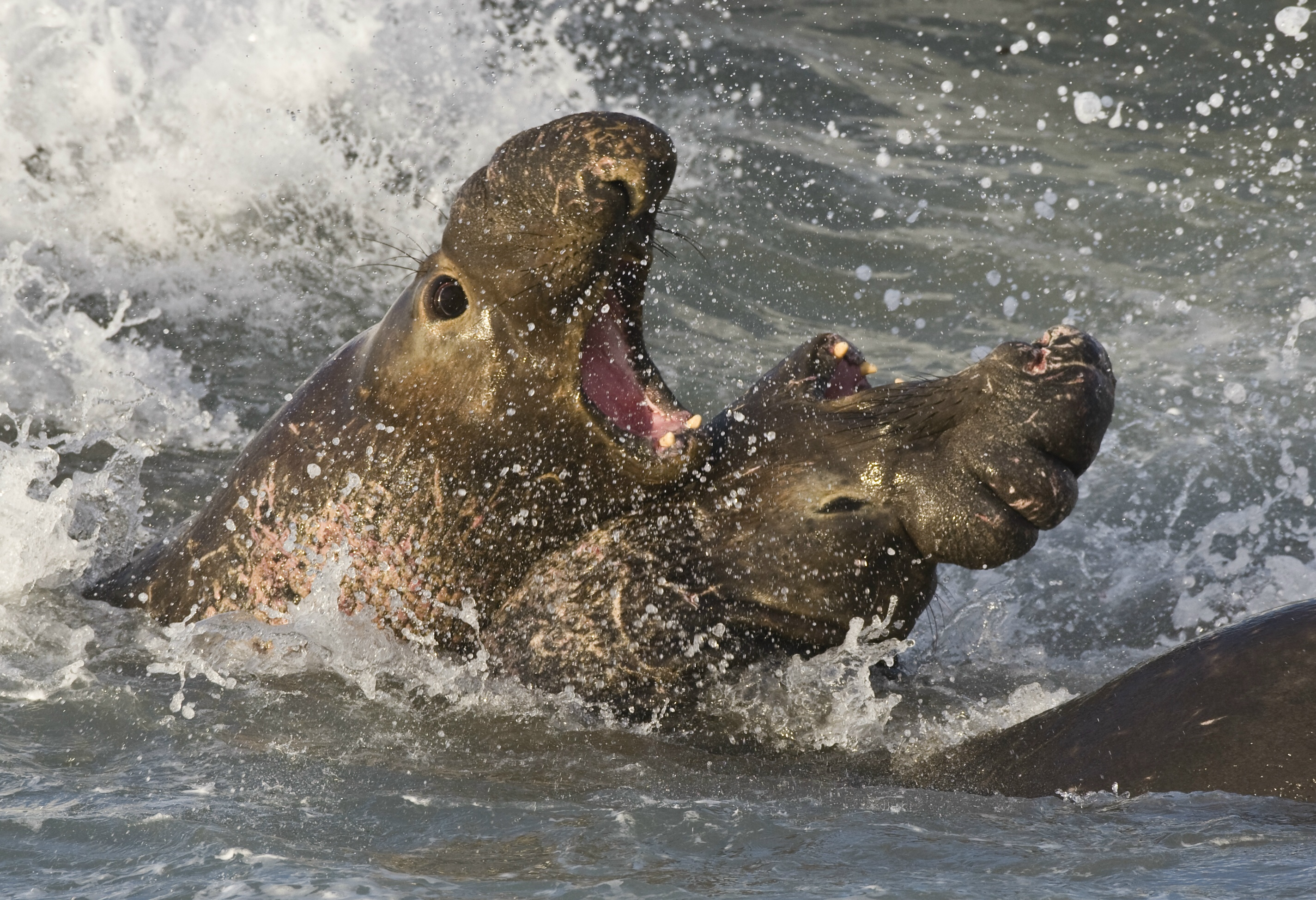
일부 종에서, 알파는 자신의 위치를 유지하기 위해 싸우기도 한다.

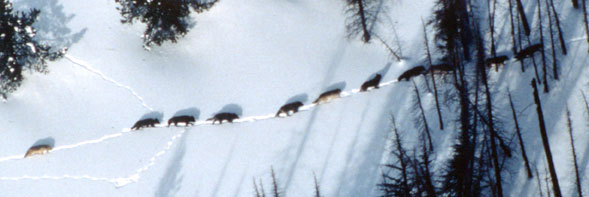
사회적 그룹에서, 무리들은 알파를 따른다. (옐로스톤 주립공원의 늑대 무리들.)

사회적 동물에 대한 연구에서, 알파는 그 집단에서 가장 높은 계급과 서열을 가진 개체를 지칭한다. 종에 따라 수컷이나 암컷 중 하나 또는 둘의 쌍이 알파가 될 수 있다. 수컷 한 마리와 암컷 한 마리가 그 역할을 할 경우, 이는 알파 쌍이라고 한다. 사회적 동물 집단의 다른 구성원들은 알파에게 존중을 표하거나 종마다 다른, 복종을 상징하는 신호를 보낸다.
종마다 차이가 있지만 알파는 먹이와 기타 다른 활동들에 대한 우선권 등의 특혜를 가진다. 수컷 또는 암컷 알파는 짝짓기 또는 구애에서 우선권을 가지며, 일부 종에서는 알파 또는 알파 쌍만 짝짓기를 한다.
알파의 지위는 우수한 신체적 기량 및 공격성이나 그룹 내의 사회적 노력과 동맹의 구축 등으로 얻을 수 있다.
알파의 지위는 지배적인 측과 복종하는 측의 싸움을 통해 변화할 수 있다. 이러한 싸움의 결과는 종종 양쪽 또는 한쪽의 죽음으로 이어진다.

## 베타와 오메가
계급 사회를 가진 사회적 동물은 동물 행동학에서 계급을 부여한다.
베타는 사회에서 종종 부사령관의 역할을 수행하며 알파가 자격을 잃거나 알파가 죽으면 그 자리를 이어받는다. 조류 중 일부 종에서, 수컷이 구애 할 때 베타는 알파를 돕는 역할을 한다. 이 연구에서 동물의 사회적 맥락이 구애 행동과 동물의 전반적인 번식 성공에 중요한 역할을 하는 것으로 밝혀졌다.
오메가(일반적으로 ω로 표시)는 사회의 가장 낮은 계급을 지칭하는 표현이다. 오메가 동물은 사회의 다른 모든 동물에게 복종하며, 다른 동물들은 오메가가 모두에게 복종할 것으로 예상한다. 오메가 동물은 문제가 발생했을 때 공동 희생양으로 이용되고, 먹이를 나눌 때 가장 낮은 우선 순위가 부여된다.

## 예

### 영장류
침팬지는 힘, 지능 그리고 정치적 동맹을 통해서 알파 지위를 형성하고 유지한다. 알파 수컷은 반대 의견을 야기하는 위협과 공격성만을 이용해 그들의 지위를 유지한다. 집단이 알파 수컷을 살해한 케이스는 드물게 존재한다. 침팬지는 등 보이기, 웅크리기, 숙이기 또는 까닥거리기 등의 의식화된 제스처를 통해 알파에게 존중을 보인다. 알파보다 낮은 서열의 침팬지는 굴복의 의미로 알파에게 손을 건네면서 꿀꿀소리(grunting)를 낸다. 반면 보노보 집단은 알파 암컷에게 통치된다. 암컷이 사회적 환경을 지배하기 때문에 수컷들은 서열 획득을 위해 암컷들과 어울린다. 보노보 집단에서 수컷이 알파 지위를 획득하려면 반드시 암컷에게 승락되어야 한다. 암컷 보노보는 사회적 지위를 증진시키기 위해 동성애 성관계를 이용한다. 높은 서열의 암컷은 다른 암컷과의 성관계를 별로 즐기지 않지만, 낮은 서열의 암컷은 모든 암컷과 성관계를 맺는다.
고릴라는 알파의 지위를 형성하고 유지하는 데 위협을 이용한다. 수컷 산악고릴라의 생식에 대한 연구에서는 충분히 거대한 집단 크기에서 지배적인 수컷 고릴라가 아버지감으로 선호된다는 추가 증거를 발견했다. 이 연구는 또한 구애 접근이 지위에 따라 별로 급격하게 떨어지지 않았다고 결론지었다. 알파, 베타 그리고 감마는 예상했던 것보다 더 비슷한 구애 접근을 보였다.
비(非) 교미기 야생 카푸친 원숭이의 알파 수컷과 알파 암컷의 유대에 대한 연구에서, 알파 수컷이 암컷들에게 선호되는 짝인지 그리고 알파 암컷과 알파 수컷과의 관계에서 암컷의 사회적 네트워크에 영향을 받는지 아니면 개인적 특성에 따른 것인지에 대해서 조사하였다. 그 결과 대부분의 성숙한 암컷 카푸친 원숭이들은 알파 수컷을 선호하는 것으로 밝혀졌다. 그러나 지배 서열의 결과로, 가장 강하고 지배적인 암컷만이 알파 수컷과의 상호작용이 가능해 오로지 알파 암컷만이 알파 수컷과 확실한 관계를 맺을 수 있었다.
연구자 M.W 포스터의 영장류에 대한 연구에 따르면 지도자는 힘에 의해 결정되기 보다는 주변에 있는 이들을 위해 더 많은 일을 한 것으로 결정될 가능성이 많다는 것이 발견됐다.

### 늑대
과거 연구에서는 늑대 무리에서 알파는 가장 먼저 먹이를 먹는 등으로 무리의 알파 쌍을 존중하고 유일한 알파 쌍을 재현한다고 추측했다. 늑대는 지배 또는 복종의 표시로 눈을 맞추나, 종종 싸움이나 놀이로 알파의 지배적인 위치를 보여주기도 한다. 현대적인 늑대 무리의 아이디어는 늑대는 무리를 중심으로 삶을 이끌고, 무리의 알파는 다른 무리 동물의 공통된 부모였다. 따라서, 알파는 더 작은 무리와 저항으로 얻을 가능성은 적고 젊은 늑대가 짝을 찾아 자손을 만들기 위해 무리를 떠나 "알파"가 된다는 것이다. 크거나 덜 작은 무리는 좀 더 복잡하고 유연한 다른 사회 구조를 가지고 있다. 다른 야생 늑대의 경우에는, 알파 수컷은 알파 암컷에 대한 단독적인 점유가 불가능하며 또한 알파 암컷은 모자굴을 이용하며 무리를 보호하고, 이러한 점은 리카온에게도 나타난다. 이 용어는 1947년 바젤 대학교의 루돌프 스첸켈 교수(Rudolf Schenkel)가 늑대 행동 기반 연구를 하면서 처음 사용되었다. 이 늑대 무리의 역학에 대한 전망은 1970년 L. 데이비드 메치(L. David Mech)의 서적 The wolf를 편찬하며 대중화되었다. 그는 1999년 공식적으로 이 용어를 부정했으며, 이는 서로 관련 없는 개체가 모여 서로의 무리 행동이 구성되었다는 설명과 야생 무리와 독립적 늑대 사이 겨울에 발생한다는 일반적 반영 오류가 있었다. 이후 연구에서, 야생 무리의 늑대는 1~3년 이내 서로 모인 늑대와 그의 새끼로 구성된 것으로 밝혀졌다.
현대 문화에서는 이러한 알파를 이용하여 컴퓨터 애니메이션 영화 Alpha and Omega가 만들어지기도 했다.

## 같이 보기
- 멋진 신세계에서의 "알파"
- 권위주의
- 빅 맨(big man)
- 상승혼
- 지도력
- 영역 (동물)
- 우열순서
- 서열
- 나르시시즘
- 무리 (개과)
- 꼬리전샘(Pre-caudal gland)